# ダーウィン・ジェームズ
- ダーウィン・ジェームス

ダーウィン・アロンゾ・ジェームズ・ジュニア（Derwin Alonzo James Jr., 1996年8月3日 - ）は、アメリカ合衆国フロリダ州ハインズシティ出身のプロアメリカンフットボール選手。NFLのロサンゼルス・チャージャーズに所属している。ポジションはセイフティ。

## 経歴

### カレッジ
フロリダ州立大学3年目の2017年シーズンにはオールアメリカンファーストチームに選出された。このシーズン終了後、2018年のNFLドラフトへアーリーエントリーした。

### ロサンゼルス・チャージャーズ
ドラフト全体18位でロサンゼルス・チャージャーズから指名され、その後4年総額1,238万ドルのルーキー契約を結んだ。

#### 2018年シーズン
開幕前のトレーニングキャンプでハムストリングを痛めたが、その後復帰した。ヘッドコーチのアンソニー・リンからは先発に抜擢された。
開幕戦となった第1週のカンザスシティ・チーフス戦でデビューし、パトリック・マホームズからキャリア初となるサックを記録した。第3週のロサンゼルス・ラムズ戦ではジャレッド・ゴフからキャリア初となるインターセプトを記録した。このシーズンは1年目ながらプロボウル、オールプロファーストチームに選出された。また、シーズン終了後にNFLが発表したTop100プレイヤーランキングでは31位にランクインした。

#### 2019年シーズン
開幕前の2019年8月15日に右足を疲労骨折していたことが発覚し、復帰まで3ヶ月かかる見込みであるとされた。9月1日に故障者リザーブに送られ、11月30日に復帰した。
シーズンでは5試合の出場に留まった。

#### 2020年シーズン
開幕前の2020年8月30に右膝の半月板を断裂し、手術を受けてシーズンを全休した。

#### 2021年シーズン
開幕前にチャージャーズから5年目の契約オプションを行使された。シーズンでは15試合に出場し、3年ぶりにプロボウルに選出された。

#### 2022年シーズン
2022年8月17日にチャージャーズと4年総額7,640万ドルの契約延長に合意した。このシーズンもプロボウルに選出された。

#### 2023年シーズン
16試合に先発出場し、125タックル、7パスディフレクションを記録した。

#### 2024年シーズン
16試合に先発出場して93タックル、キャリアハイの5.5サックを記録し、2年ぶりのプロボウルに選出され、またスロットコーナーバックとしてオールプロセカンドチームに選出された。

## 家族
従兄のビンス・ウィリアムズとカルロス・ウィリアムズ、再従兄のエジャリン・ジェームズも元NFL選手である。

## 詳細情報

### 年度別成績

#### レギュラーシーズン
| シーズン | チーム | 試合 | 試合 | タックル       | タックル       | タックル       | タックル       | タックル       | インターセプト | インターセプト | インターセプト | インターセプト | インターセプト | インターセプト | ファンブル     | ファンブル     |                |
| シーズン | チーム | GP   | GS   | Cmb            | Solo           | Ast            | Sck            | TfL            | PD             | Int            | Yds            | Avg            | Lng            | TD             | FF             | FR             |                |
| -------- | ------ | ---- | ---- | -------------- | -------------- | -------------- | -------------- | -------------- | -------------- | -------------- | -------------- | -------------- | -------------- | -------------- | -------------- | -------------- | -------------- |
| 2018     | LAC    | 16   | 16   | 105            | 75             | 30             | 3.5            | 4              | 13             | 3              | 30             | 10.0           | 23             | 0              | 0              | 0              |                |
| 2019     | LAC    | 5    | 5    | 34             | 23             | 11             | 0.0            | 1              | 1              | 0              | 0              | 0              | 0              | 0              | 0              | 0              |                |
| 2020     | LAC    | 0    | 0    | 負傷により全休 | 負傷により全休 | 負傷により全休 | 負傷により全休 | 負傷により全休 | 負傷により全休 | 負傷により全休 | 負傷により全休 | 負傷により全休 | 負傷により全休 | 負傷により全休 | 負傷により全休 | 負傷により全休 | 負傷により全休 |
| 2021     | LAC    | 15   | 15   | 118            | 75             | 43             | 2.0            | 7              | 5              | 2              | 20             | 10.0           | 15             | 0              | 3              | 0              |                |
| 2022     | LAC    | 14   | 14   | 115            | 64             | 51             | 4.0            | 5              | 6              | 2              | 0              | 0              | 0              | 0              | 2              | 0              |                |
| 2023     | LAC    | 16   | 16   | 125            | 86             | 39             | 2.0            | 5              | 7              | 1              | 6              | 6.0            | 6              | 0              | 0              | 2              |                |
| 2024     | LAC    | 16   | 16   | 93             | 60             | 33             | 5.5            | 10             | 7              | 1              | 2              | 2.0            | 2              | 0              | 0              | 1              |                |
| 通算     | 通算   | 82   | 82   | 590            | 383            | 207            | 17.0           | 34             | 39             | 9              | 58             | 6.4            | 23             | 0              | 5              | 3              |                |

#### ポストシーズン
| シーズン | チーム | 試合 | 試合 | タックル | タックル | タックル | タックル | タックル | インターセプト | インターセプト | インターセプト | インターセプト | インターセプト | インターセプト | ファンブル | ファンブル |
| シーズン | チーム | GP   | GS   | Cmb      | Solo     | Ast      | Sck      | TfL      | PD             | Int            | Yds            | Avg            | Lng            | TD             | FF         | FR         |
| -------- | ------ | ---- | ---- | -------- | -------- | -------- | -------- | -------- | -------------- | -------------- | -------------- | -------------- | -------------- | -------------- | ---------- | ---------- |
| 2018     | LAC    | 2    | 2    | 14       | 10       | 4        | 0.0      | 3        | 0              | 0              | 0              | 0              | 0              | 0              | 0          | 0          |
| 2022     | LAC    | 1    | 1    | 9        | 6        | 3        | 0.0      | 0        | 0              | 0              | 0              | 0              | 0              | 0              | 0          | 0          |
| 2024     | LAC    | 1    | 1    | 7        | 5        | 2        | 0.0      | 1        | 1              | 0              | 0              | 0              | 0              | 0              | 0          | 1          |
| 通算     | 通算   | 4    | 4    | 30       | 21       | 9        | 0.0      | 4        | 0              | 0              | 0              | 0              | 0              | 0              | 0          | 1          |

- 2024年度シーズン終了時
- 太字は自身最高記録